# Info (Unix)
info és un programa dels sistemes GNU/Linux que permet consultar l'ajuda i documentació en format HTML multipàgina. Funciona en línia d'ordres.
Aquesta eina del sistema processa arxius info que són arxius en format Texinfo. Presenta la documentació en forma d'un arbre, amb comandes simples per accedir a la informació seguint les referències creuades.
Per exemple:
- n per anar a la següent pàgina.
- p per anar a la pàgina anterior.
- u per anar a la pàgina superior.
- l per anar al darrer nus de l'arbre consultat.

Originalment, info va ésser creat per sistemes GNU/Linux però ha estat implementat per altres sistemes basats en Unix.

## Llista d'altres programes que fan servir el formatTexinfo
- info
- pinfo
- tkman
- tkinfo
- khelpcenter (sistema d'ajuda del KDE)

## Vegeu
- Programari lliure
- man